# 王道铁
王道铁（1988年11月12日—），出生于中国四川省达州市，中国男演员、导演、电影制作人。2012年毕业于中央戏剧学院表演系。

## 演艺经历

### 2011年: 出道
出演个人首部电影《今天明天》，在片中饰演北漂青年李小杰，从而正式进入演艺圈，该片于2013年7月6日上映，他亦凭借该片入围第26届中国电影导演协会表彰大会最佳男主角奖。

### 2012年
参演个人首部电视剧《水木清华》， 在剧中饰演文学研究家钱钟书。

### 2013年
主演个人首部都市职场喜剧《我的同事都有病》，在剧中饰演保安柯达。

### 2014年
主演个人首部动作喜剧电影《奇幻女侠》，在片中饰演李华。

### 2015年
参演个人首部微电影《爱出色·不单行》。

### 2016年
主演犯罪惊悚悬疑电影《行李箱里的少女》，在片中饰演陈风。

### 2018年
主演古装探案喜剧电影《御猫展昭》，在剧中饰演展熊飞。

### 2019年
参演中华人民共和国70周年献礼片《我和我的祖国》，在《回归》剧集中饰演香港主权移交交接仪式中方护旗手（空军）王鹏辉。

### 2020年
导演并主演古装奇幻电影《决杀危城》，并担任该片制片人。
与李光复联合主演温情短片《味道》，在剧中饰演儿子小帅。

### 2021年
导演古装喜剧电影《大内密探》，并担任该片编剧。

### 2022年
参演爱情奇幻电视剧《我的反派男友》，在剧中饰演宋嘉明。
开始参演多部短剧。

## 影视作品

### 电视剧
| 首播年份 | 剧名           | 角色   | 备注 |
| 2012年   | 水木清华       | 钱钟书 |      |
| 2013年   | 我的同事都有病 | 柯达   |      |
| 2022年   | 我的反派男友   | 宋嘉明 |      |
| 2023年   | 女人的择决     | 余泽凯 |      |

### 短剧
| 首播年份 | 剧名     | 角色   | 备注 |
| 2025年   | 緋色過濃 | 蕭塵宴 |      |

### 电影
| 上映年分 | 片名             | 角色   | 备注       |
| 2013年   | 今天明天         | 李小杰 |            |
| 2014年   | 西游记之大闹天宫 |        |            |
| 2015年   | 奇幻女侠         | 李华   |            |
| 2016年   | 菊姐的梨园       | 云哥   |            |
| 2016年   | 别动我女神       | 余强   |            |
| 2016年   | 行李箱里的少女   | 陈风   |            |
| 2017年   | 超级战警         |        |            |
| 2018年   | 御猫展昭         | 展熊飞 | [ 1 ]      |
| 2019年   | 我和我的祖国     | 王鹏辉 | [ 2 ]      |
| 2020年   | 决杀危城         | 尸不去 | 制片人     |
| 2021年   | 大内密探         |        | 导演、编剧 |
| 2023年   | 志愿军：雄兵出击 | 陈耶   |            |

### 微电影
| 上映年份 | 片名          | 角色 | 备注 |
| -------- | ------------- | ---- | ---- |
| 2015年   | 爱出色·不单行 |      |      |
| 2020年   | 味道          | 小帅 |      |